# Lake Ballingall
Lake Ballingall är en sjö i Australien. Den ligger i delstaten Western Australia, omkring 140 kilometer söder om delstatshuvudstaden Perth. Lake Ballingall ligger 225 meter över havet. Arean är 8,8 kvadratkilometer. Den sträcker sig 11,5 kilometer i nord-sydlig riktning, och 3,3 kilometer i öst-västlig riktning.
I omgivningarna runt Lake Ballingall växer i huvudsak städsegrön lövskog. Runt Lake Ballingall är det mycket glesbefolkat, med 5 invånare per kvadratkilometer. Genomsnittlig årsnederbörd är 785 millimeter. Den regnigaste månaden är september, med i genomsnitt 152 mm nederbörd, och den torraste är februari, med 7 mm nederbörd.